# Banco Internacional de São Tomé e Príncipe
La Banco Internacional de São Tomé e Príncipe (BISTP, en français Banque internationale de Sao Tomé-et-Principe) est la plus importante et la plus ancienne banque commerciale de Sao Tomé-et-Principe. Il comprend un siège social et douze agences.

## Historique
La Banque internationale de Sao Tomé-et-Principe est créée le 3 mars 1993 par l'abandon des fonctions de banque commerciale par la Banque centrale de Sao Tomé-et-Principe. Elle devient ainsi la première banque privée de son pays, et la seule jusqu'en 1996. Pour sa création, le gouvernement s'associe avec la Banco Nacional Ultramarino et la Banco Totta e Açores, qui possèdent alors 52 % de la BISTP. Lorsqu'aux début des années 2000 l'Espagnol Santander acquiert la Banco Totta e Açores, il vend ses parts à la Caixa Geral de Depósitos — avec qui la Banco Nacional Ultramarino a fusionné en 2001 —, ce qui fait que la Caixa Geral de Depósitos détient désormais 52 % de la Banco Internacional.
En 2009, le service bancaire s'ouvre à Internet sous le nom de « BISTP Kwa Non ».
Après sa fondation en 2003, la BISTP créé ses deux premières agences en 1995 et 1996. Jusqu'en 2007, ce chiffre ne change pas, avant d'augmenter à huit agences en 2009 puis douze en 2014. En 2018, vingt-cinq après sa création, la Banco Internacional de São Tomé e Príncipe possède également vingt-quatre guichets automatiques, pour plus de 60 000 clients.